# كورادو ألفارو
كورادو ألفارو (بالإيطالية: Corrado Alvaro)‏ (15 أبريل 1895، سان لوكا في إيطاليا - 11 يونيو 1956، روما في إيطاليا)؛ كاتِب، سيناريست، جندي، صحفي، مترجم وروائي إيطالي. درس في جامعة ميلانو.

## الجوائز
- جائزة ستريجا

## روابط خارجية
- كورادو ألفارو على موقع IMDb (الإنجليزية)
- كورادو ألفارو على موقع الموسوعة البريطانية (الإنجليزية)
- كورادو ألفارو على موقع مونزينجر (الألمانية)
- كورادو ألفارو على موقع ألو سيني (الفرنسية)
- كورادو ألفارو على موقع أول موفي (الإنجليزية)
- كورادو ألفارو على موقع قاعدة بيانات الأفلام السويدية (السويدية)
- كورادو ألفارو على موقع قاعدة بيانات الفيلم (الإنجليزية)
- كورادو ألفارو على موقع كينوبويسك (الروسية)